# Monasterevin
Monasterevin is een plaats in het Ierse graafschap Kildare. De plaats telt 2583 inwoners.
Monasterevin ligt op de kruising van het Grand Canal en de Barrow. Door zijn gunstige ligging aan deze kruising van waterwegen, groeide het stadje in de 18de eeuw uit tot een welvarende stad. Nu passeren nog maar weinig boten de sluizen. Het dorp heeft een station aan de spoorlijn Dublin - Cork. Op werkdagen vertrekt er een keer per uur een trein naar de hoofdstad, op zondag is het station gesloten.
De plaats was in 1975 even in het wereldnieuws toen de Nederlandse zakenman Tiede Herrema na een dagenlange belegering bevrijd werd uit zijn gijzeling door leden van de Provisional IRA.

## Bezienswaardigheden
- Aquaduct uit 1828 dat het Grand Canal over de rivier de Barrow draagt.
- Moore Abbey, eens de zetel van de graven van Drogheda, momenteel een ziekenhuis.